# Andrew Carnie
Andrew Carnie (Calgary, 19 de abril de 1959) é um linguista canadense, professor da Universidade do Arizona. Ele é autor de diversos trabalhos sobre teoria sintática formal e sobre aspectos linguísticos do gaélico escocês e do irlandês. Carnie é um dos principais nomes da biolinguística, tendo como base o paradigma chomskyano.

## Obras
- Proceedings of the 18th West Coast Conference on Formal Linguistics, Cascadilla Press, 1999 (com Sonya Bird, Jason Haugen e Peter Norquest)[3]
- The Syntax of Verb Initial Languages, Oxford University Press, 2000 (com Eithne Guilfoyle)[4]
- Papers in Honor of Ken Hale (MITELF1), MITWPL, 2000 (com Eloise Jelinek e MaryAnn Willie)[5]
- Syntax: A Generative Introduction, Blackwell Publishers, 2002[6]
- Formal Approaches to Function: In honor of Eloise Jelinek, John Benjamins Publishers, 2003, (com Heidi Harley e MaryAnn Willie)[7]
- Verb First: On the Syntax of Verb Initial Languages, John Benjamins Publishers, 2005, (com Heidi Harley e Sheila Dooley)[8]
- Syntax: A Generative Introduction: Second Edition. Wiley-Blackwell, 2006
- Constituent Structure, Oxford University Press, 2008[9]
- Irish Nouns, Oxford University Press, 2008[10]
- Constituent Structure, 2nd Edition, Oxford University Press, 2010
- Modern Syntax: A Course Book, Cambridge University Press, 2011.
- Formal Approaches to Celtic Linguistics. Cambridge Scholars Press, 2011.